# 塩田町駅
塩田町駅（しおだまちえき）は、長野県上田市中野にある上田電鉄別所線の駅である。駅番号はBE11。

## 歴史
- 1934年（昭和9年）7月14日：[2][3] 上田温泉電軌により、川西線の上本郷駅として開業[1]。
- 1939年（昭和14年）
  - 3月19日：川西線が別所線に改称し、別所線の駅となる。
  - 9月1日：社名変更により、上田電鉄の駅となる。
- 1943年（昭和18年）10月21日：合併により、上田丸子電鉄の駅となる。
- 1965年（昭和40年）：塩田町駅に改称[1]。
- 1969年（昭和44年）5月31日：社名変更により、上田交通の駅となる。
- 1993年（平成5年）5月：無人駅となる。
- 2005年（平成17年）10月3日：鉄道部門子会社化により、上田電鉄の駅となる。
- 2016年（平成28年）8月：駅ナンバリングが導入され、使用を開始[4][5]。

## 駅構造
単式1面1線のホームを持つ地上駅。

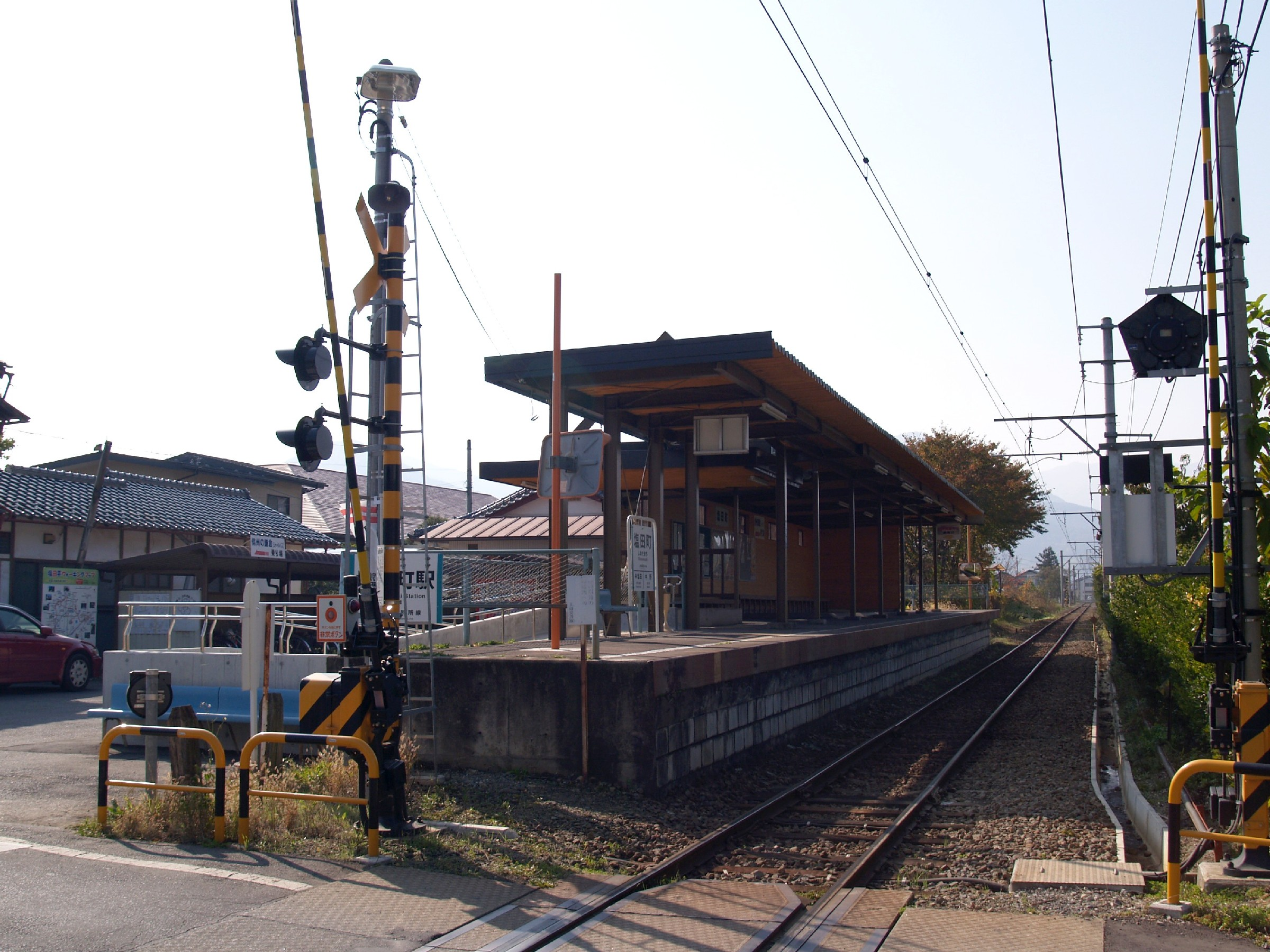
ホーム（2009年10月）

600V→750V時代には駅舎があり駅員が配置されていた。1960年に駅舎改築。1500V昇圧後も駅員が配置されていたが、7200系電車が配属された1993年5月から無人駅となり、現在は駅舎も解体されている。

## 利用状況
近年の一日平均乗車人員の推移は下記のとおり。
| 年度   | 一日平均 乗車人員 |
| ------ | ----------------- |
| 2010年 | 154               |
| 2011年 | 152               |
| 2012年 | 141               |
| 2013年 | 146               |
| 2014年 | 153               |
| 2015年 | 157               |
| 2016年 | 159               |
| 2017年 | 161               |

## 駅周辺
駅周辺は旧小県郡中塩田村、及び旧塩田町の中心地域に当たる。「信州の鎌倉」と称され、北条氏ゆかりの地である。塩田平の観光の拠点駅であり、一帯には重要文化財の指定を受けている三重の塔で有名な前山寺、龍光院、中禅寺などの名刹や無言館などの諸施設が点在している。
- 上田バス塩田線「塩田町駅」停留所
- 上田市役所塩田地域自治センター[1]
- 上本郷郵便局
- 上田市立中塩田小学校
- 上田市立塩田中学校[1]
- 塩田病院[1]
- JA信州うえだ Aコープコアしおだ店
- 無言館[1]
- 甲田池

## バス路線
駅前に乗り入れているがマイクロバスが入れる位のスペースしかない。
上田バス
- 塩田線
  - オレンジバス（西塩田コース）

### 廃止路線
上田バス
- 信州の鎌倉シャトルバス（4月1日 - 11月30日に運行）
  - 2021年4月30日運行終了。同年5月1日から下之郷駅・別所温泉駅・別所温泉間の「信州上田レイライン線」に移行（4月1日 - 11月30日に運行）[7]。「信州上田レイライン線」は当駅を経由しない。

## 隣の駅
上田電鉄
■別所線
中塩田駅（BE10） - 塩田町駅（BE11） - 中野駅（BE12）